# ليان فولي
ليان فولي (بالفرنسية:  Liane Foly)‏ (مواليد 16 ديسمبر 1962  في ليون، فرنسا) مشتق من اسمها الحقيقي Eliane Falliex. فنانة فرنسية قدمت عددا من أغاني الجاز والبلوز إضافة إلى التمثيل والتقديم التلفزيوني.

## وصلات خارجية
- ليان فولي على موقع IMDb (الإنجليزية)
- ليان فولي على موقع ألو سيني (الفرنسية)
- ليان فولي على موقع ميوزك برينز (الإنجليزية)
- ليان فولي على موقع ديسكوغز (الإنجليزية)
- ليان فولي على موقع قاعدة بيانات الفيلم (الإنجليزية)
- ليان فولي على موقع كينوبويسك (الروسية)

- موقع فولي الرسمي